# Trolleybus de Kalouga
Le trolleybus de Kalouga (en russe : Калужский троллейбус) est un des systèmes de transport en commun de Kalouga, dans l'oblast de Kalouga, en Russie.